# Macropophora trochlearis
Macropophora trochlearis es una especie de escarabajo longicornio del género Macropophora, tribu Acrocinini, subfamilia Lamiinae. Fue descrita científicamente por Linné en 1758.

## Descripción
Mide 21-35 milímetros de longitud.

## Distribución
Se distribuye por Bolivia, Brasil, Ecuador, Guyana, Guayana Francesa, Perú y Surinam.